# Kohe Mondi
Der Kohe Mondi (auch Koh-e-Mondi oder Koh-i-Mondi) ist ein 6234 m (nach anderen Quellen 6248 m) hoher Berg im Hindukusch in Afghanistan.

## Lage
Der Kohe Mondi befindet sich im Distrikt Kuran va Munjan der Provinz Badachschan. Der Berg befindet sich im zentralen Abschnitt des Hindukusch. Seine Flanken werden vom westlich verlaufenden Mundschan, dem rechten Quellfluss der Koktscha, entwässert. 

## Besteigungsgeschichte
Der Kohe Mondi wurde am 26. Juli 1962 von einer Bergsteigergruppe aus Bamberg (Otto Reus, Hanno Vogel und Sepp Ziegler) erstmals bestiegen.